# Morey Feld

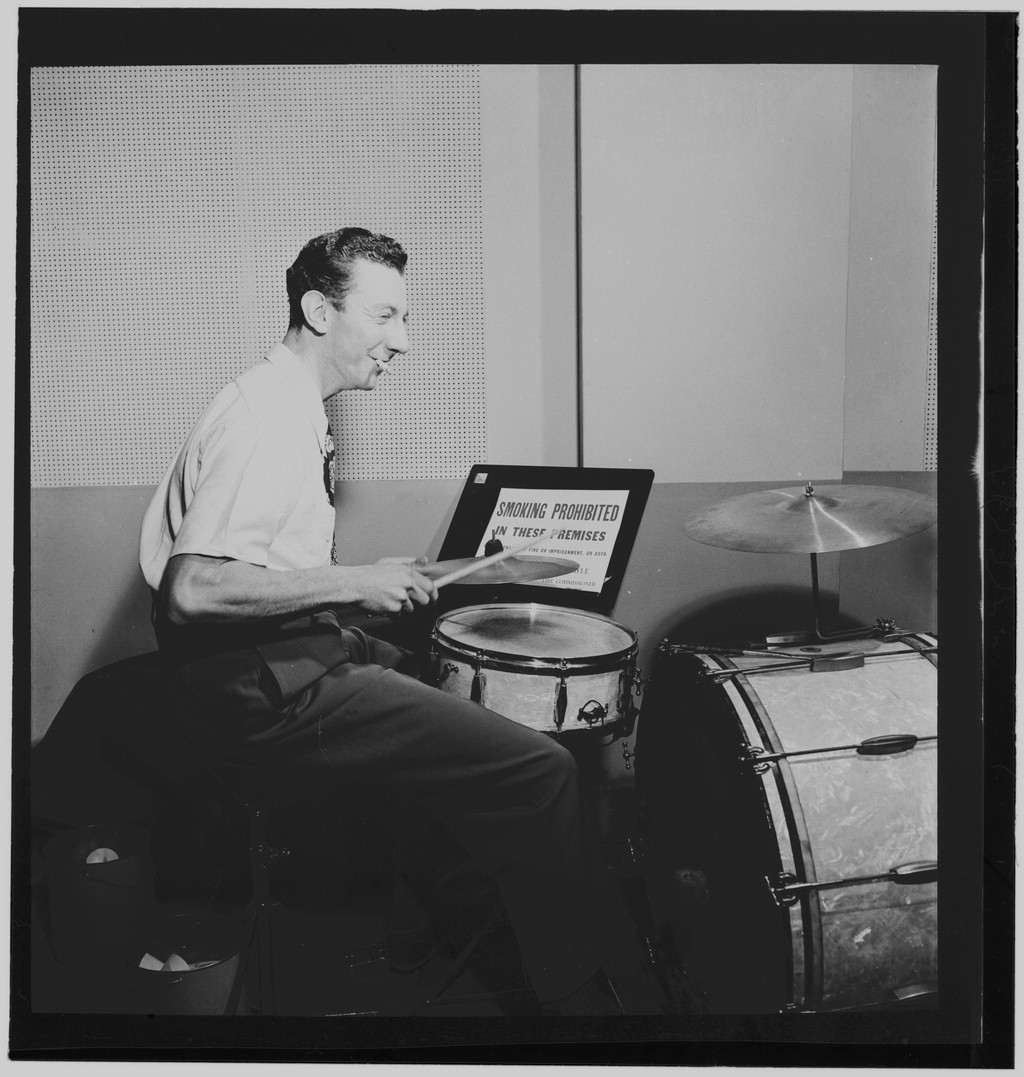
Morey Field in New York, circa augustus 1947 (foto: William P. Gottlieb)

Morey Feld (Cleveland, 15 augustus 1915 - Bow Mar, 28 maart 1971) was een Amerikaanse jazzdrummer die swing en dixieland-jazz speelde.
Feld, een autodidact, speelde vanaf 1936 in de band van Ben Pollack en werkte daarna in de groepen van Joe Haymes, Bud Freeman (1940), Benny Goodman (1944-1945) en in de club van Eddie Condon (vanaf 1946). Ook trad hij op met Billy Butterfield, Peanuts Hucko en Bobby Hackett. In de tweede helft van de jaren vijftig was hij sessiemuzikant bij ABC en in de jaren zestig leidde hij zijn eigen band en speelde hij weer bij Condon en met Goodman. Ook opende hij een drumschool en toerde hij met een band van George Wein. Hij verhuisde naar Denver en werkte daar met Hucko. Tevens werd hij drummer bij de World's Greatest Jazz Band.
Feld nam muziek op met onder meer Ella Fitzgerald, Stan Getz, Wild Bill Davison, Johnny Smith, Benny Goodman, Anita O'Day, Teddy Wilson, Doris Day, Charlie Parker, Maxine Sullivan en Sarah Vaughan.
Hij overleed bij een brand in zijn woning die hij probeerde te bestrijden.